# Longitarsus angorensis
Longitarsus angorensis es una especie de insecto coleóptero de la familia Chrysomelidae. Fue descrita científicamente en 1985 por Gruev & Kasap.